# Iațkivți, Dunaiivți
Iațkivți (în ucraineană Яцьківці) este un sat în comuna Huta-Eațkovețka din raionul Dunaiivți, regiunea Hmelnîțkîi, Ucraina.

## Demografie
Componența lingvistică a localității Iațkivți
     Ucraineană (100%)
Conform recensământului din 2001, toată populația localității Iațkivți era vorbitoare de ucraineană (100%).